# Kantorowice (Opole)
Pour les articles homonymes, voir Kantorowice.
Kantorowice est une localité polonaise du gmina de Lewin Brzeski, située dans le powiat de Brzeg (voïvodie d'Opole).